# 开福寺站 (地铁)
开福寺站位于中华人民共和国湖南省长沙市开福区开福寺路与黄兴北路交叉口地下，是长沙地铁1号线的地铁车站，南北向布置，于2016年6月28日开通。

## 车站结构

### 车站楼层
| 地下 一层 | 站厅层                              | 站厅、售票机、客服中心、出入口、城铁换乘通道 |  |
| 地下 二层 |                                     | 1号线列车往金盆丘 （下一站：北辰三角洲）     |  |
| 地下 二层 | 岛式月台，左边车门将会开启          |                                              |  |
| 地下 二层 | 1号线列车往尚双塘（下一站：文昌阁） |                                              |  |

### 车站出口
| 出口编号                              | 照片 | 无障碍设施 | 通往道路 | 可到达目的地 | 备注 |
| ------------------------------------- | ---- | ---------- | -------- | ------------ | ---- |
| 出口 · 1L · 扶手电梯标志              |      | 不適用     |          |              |      |
| 出口 · 2L · 升降机标志 · 扶手电梯标志 |      |            |          |              |      |
| 出口 · 3L · 扶手电梯标志              |      | 不適用     |          |              |      |

## 换乘
城铁开福寺站位于开福寺路和黄兴路十字路口以东，为地下车站，沿开福寺路东西向布置，其南出站口有通道连通1号线站厅。

## 车站周边
- 开福寺
- 湘江北大桥
- 城鐵開福寺站